# يوسف غل
يوسف غل هي قرية في مقاطعة سردشت، إيران. يقدر عدد سكانها بـ 202 نسمة بحسب إحصاء 2016.